# Mediolan-San Remo 2022
Mediolan–San Remo 2022 – 113. edycja wyścigu kolarskiego Mediolan-San Remo, która odbyła się 19 marca 2022 na trasie o długości 293 kilometrów z Mediolanu do San Remo. Wyścig kategorii 1.UWT był częścią UCI World Tour 2022.

## Uczestnicy

### Drużyny
| WorldTeams (18)- AG2R Citroën Team - Astana Qazaqstan Team - Bahrain Victorious - Bora-Hansgrohe - Cofidis - EF Education-EasyPost - Groupama-FDJ - Ineos Grenadiers - Intermarché-Wanty-Gobert Matériaux - Israel-Premier Tech - Jumbo-Visma - Lotto-Soudal - Movistar Team - Quick-Step Alpha Vinyl - BikeExchange-Jayco - Team DSM - Trek-Segafredo - UAE Team Emirates ProTeams (6)- Alpecin-Fenix - Arkéa-Samsic - Bardiani-CSF-Faizanè - Drone Hopper-Androni Giocattoli - Eolo-Kometa - TotalEnergies |
| |

### Lista startowa
| Trek-Segafredo TFS | Trek-Segafredo TFS         | Trek-Segafredo TFS |
| ------------------ | -------------------------- | ------------------ |
| Nr                 | Kolarz                     | Miejsce            |
| 1                  | Mads Pedersen (DEN)        | 6.                 |
| 2                  | Gianluca Brambilla (ITA)   | 21.                |
| 3                  | Tony Gallopin (FRA)        | 139.               |
| 4                  | Alex Kirsch (LUX)          | 40.                |
| 5                  | Jacopo Mosca (ITA)         | 155.               |
| 6                  | Simon Pellaud (SUI)        | 133.               |
| 7                  | Toms Skujiņš (LAT) (szosa) | 88.                |

| AG2R Citroën Team ACT | AG2R Citroën Team ACT   | AG2R Citroën Team ACT |
| --------------------- | ----------------------- | --------------------- |
| Nr                    | Kolarz                  | Miejsce               |
| 11                    | Greg Van Avermaet (BEL) | 35.                   |
| 12                    | Benoît Cosnefroy (FRA)  | 78.                   |
| 13                    | Bob Jungels (LUX)       | 52.                   |
| 14                    | Mikaël Cherel (FRA)     | 119.                  |
| 15                    | Gijs Van Hoecke (BEL)   | 134.                  |
| 16                    | Andrea Vendrame (ITA)   | 30.                   |
| 17                    | Larry Warbasse (USA)    | 79.                   |

| Alpecin-Fenix AFC | Alpecin-Fenix AFC          | Alpecin-Fenix AFC |
| ----------------- | -------------------------- | ----------------- |
| Nr                | Kolarz                     | Miejsce           |
| 21                | Mathieu van der Poel (NED) | 3.                |
| 22                | Silvan Dillier (SUI)       | 102.              |
| 23                | Michael Gogl (AUT)         | 112.              |
| 24                | Stefano Oldani (ITA)       | 43.               |
| 25                | Jasper Philipsen (BEL)     | 66.               |
| 26                | Kristian Sbaragli (ITA)    | 39.               |
| 27                | Robert Stannard (AUS)      | DNS               |

| Astana Qazaqstan Team AST | Astana Qazaqstan Team AST | Astana Qazaqstan Team AST |
| ------------------------- | ------------------------- | ------------------------- |
| Nr                        | Kolarz                    | Miejsce                   |
| 31                        | Gianni Moscon (ITA)       | 101.                      |
| 32                        | Manuele Boaro (ITA)       | 73.                       |
| 33                        | Fabio Felline (ITA)       | 47.                       |
| 34                        | Leonardo Basso (ITA)      | 126.                      |
| 35                        | Jewgienij Gidicz (KAZ)    | 94.                       |
| 36                        | Davide Martinelli (ITA)   | 137.                      |
| 37                        | Artiom Zacharow (KAZ)     | 117.                      |

| Bahrain Victorious TBV | Bahrain Victorious TBV      | Bahrain Victorious TBV |
| ---------------------- | --------------------------- | ---------------------- |
| Nr                     | Kolarz                      | Miejsce                |
| 41                     | Phil Bauhaus (GER)          | 136.                   |
| 42                     | Damiano Caruso (ITA)        | 15.                    |
| 43                     | Jonathan Milan (ITA)        | 115.                   |
| 44                     | Matej Mohorič (SLO) (szosa) | 1.                     |
| 45                     | Jasha Sütterlin (GER)       | 70.                    |
| 46                     | Jan Tratnik (SLO)           | 9.                     |
| 47                     | Yukiya Arashiro (JPN)       | 111.                   |

| Bardiani CSF Faizanè BCF | Bardiani CSF Faizanè BCF | Bardiani CSF Faizanè BCF |
| ------------------------ | ------------------------ | ------------------------ |
| Nr                       | Kolarz                   | Miejsce                  |
| 51                       | Sacha Modolo (ITA)       | 106.                     |
| 52                       | Luca Covili (ITA)        | 82.                      |
| 53                       | Filippo Fiorelli (ITA)   | 29.                      |
| 54                       | Davide Gabburo (ITA)     | 96.                      |
| 55                       | Omar El Gouzi (ITA)      | 120.                     |
| 56                       | Alessandro Tonelli (ITA) | 67.                      |
| 57                       | Filippo Zana (ITA)       | 98.                      |

| Bora-Hansgrohe BOH | Bora-Hansgrohe BOH        | Bora-Hansgrohe BOH |
| ------------------ | ------------------------- | ------------------ |
| Nr                 | Kolarz                    | Miejsce            |
| 62                 | Giovanni Aleotti (ITA)    | 105.               |
| 63                 | Cesare Benedetti (POL)    | 54.                |
| 64                 | Marco Haller (AUT)        | 50.                |
| 65                 | Ryan Mullen (IRL) (szosa) | 143.               |
| 66                 | Ide Schelling (NED)       | DNF                |
| 67                 | Danny van Poppel (NED)    | 141.               |

| Cofidis COF | Cofidis COF               | Cofidis COF |
| ----------- | ------------------------- | ----------- |
| Nr          | Kolarz                    | Miejsce     |
| 71          | Bryan Coquard (FRA)       | 37.         |
| 72          | Davide Cimolai (ITA)      | 157.        |
| 73          | Simone Consonni (ITA)     | 28.         |
| 74          | Simon Geschke (GER)       | 32.         |
| 75          | Pierre-Luc Périchon (FRA) | 109.        |
| 76          | Szymon Sajnok (POL)       | 129.        |
| 77          | Davide Villella (ITA)     | 110.        |

| Drone Hopper-Androni Giocattoli DRA | Drone Hopper-Androni Giocattoli DRA | Drone Hopper-Androni Giocattoli DRA |
| ----------------------------------- | ----------------------------------- | ----------------------------------- |
| Nr                                  | Kolarz                              | Miejsce                             |
| 81                                  | Didier Merchán (COL)                | DNF                                 |
| 82                                  | Eduard-Michael Grosu (ROU)          | 156.                                |
| 83                                  | Umberto Marengo (ITA)               | 153.                                |
| 84                                  | Jhonatan Restrepo (COL)             | 59.                                 |
| 85                                  | Filippo Tagliani (ITA)              | 152.                                |
| 86                                  | Edoardo Zardini (ITA)               | 113.                                |
| 87                                  | Ricardo Zurita (ESP)                | 142.                                |

| EF Education-EasyPost EFE | EF Education-EasyPost EFE | EF Education-EasyPost EFE |
| ------------------------- | ------------------------- | ------------------------- |
| Nr                        | Kolarz                    | Miejsce                   |
| 91                        | Alberto Bettiol (ITA)     | 131.                      |
| 92                        | Owain Doull (GBR)         | 36.                       |
| 93                        | Michael Valgren (DEN)     | 25.                       |
| 94                        | Jonas Rutsch (GER)        | 87.                       |
| 95                        | Thomas Scully (NZL)       | 132.                      |
| 96                        | James Shaw (GBR)          | 135.                      |
| 97                        | Julius van den Berg (NED) | 147.                      |

| Eolo-Kometa EOK | Eolo-Kometa EOK         | Eolo-Kometa EOK |
| --------------- | ----------------------- | --------------- |
| Nr              | Kolarz                  | Miejsce         |
| 101             | Vincenzo Albanese (ITA) | 11.             |
| 102             | Davide Bais (ITA)       | 97.             |
| 103             | Francesco Gavazzi (ITA) | 44.             |
| 104             | Mirco Maestri (ITA)     | 84.             |
| 105             | Samuele Rivi (ITA)      | 74.             |
| 106             | Diego Rosa (ITA)        | 46.             |
| 107             | Diego Sevilla (ESP)     | 65.             |

| Groupama-FDJ GFC | Groupama-FDJ GFC                  | Groupama-FDJ GFC |
| ---------------- | --------------------------------- | ---------------- |
| Nr               | Kolarz                            | Miejsce          |
| 111              | Arnaud Démare (FRA)               | 10.              |
| 112              | Kevin Geniets (LUX) (szosa)       | 107.             |
| 113              | Quentin Pacher (FRA)              | 20.              |
| 114              | Ignatas Konovalovas (LTU) (szosa) | DNF              |
| 115              | Anthony Roux (FRA)                | 128.             |
| 116              | Miles Scotson (AUS)               | 149.             |
| 117              | Clément Davy (FRA)                | 150.             |

| Ineos Grenadiers IGD | Ineos Grenadiers IGD     | Ineos Grenadiers IGD |
| -------------------- | ------------------------ | -------------------- |
| Nr                   | Kolarz                   | Miejsce              |
| 121                  | Michał Kwiatkowski (POL) | 16.                  |
| 122                  | Filippo Ganna (ITA)      | 51.                  |
| 123                  | Ethan Hayter (GBR)       | 56.                  |
| 124                  | Thomas Pidcock (GBR)     | DNF                  |
| 125                  | Luke Rowe (GBR)          | 85.                  |
| 126                  | Ben Swift (GBR) (szosa)  | 108.                 |
| 127                  | Elia Viviani (ITA)       | 116.                 |

| Intermarché-Wanty-Gobert Matériaux IWG | Intermarché-Wanty-Gobert Matériaux IWG | Intermarché-Wanty-Gobert Matériaux IWG |
| -------------------------------------- | -------------------------------------- | -------------------------------------- |
| Nr                                     | Kolarz                                 | Miejsce                                |
| 131                                    | Alexander Kristoff (NOR)               | 26.                                    |
| 132                                    | Biniam Girmay (ERI)                    | 12.                                    |
| 133                                    | Andrea Pasqualon (ITA)                 | 91.                                    |
| 134                                    | Lorenzo Rota (ITA)                     | 19.                                    |
| 135                                    | Rein Taaramäe (EST)                    | 140.                                   |
| 136                                    | Loïc Vliegen (BEL)                     | 93.                                    |
| 137                                    | Simone Petilli (ITA)                   | 69.                                    |

| Israel-Premier Tech IPT | Israel-Premier Tech IPT  | Israel-Premier Tech IPT |
| ----------------------- | ------------------------ | ----------------------- |
| Nr                      | Kolarz                   | Miejsce                 |
| 141                     | Giacomo Nizzolo (ITA)    | 18.                     |
| 142                     | Matthias Brändle (AUT)   | 83.                     |
| 143                     | Alexander Cataford (CAN) | 95.                     |
| 144                     | Alex Dowsett (GBR)       | 80.                     |
| 145                     | Omer Goldstein (ISR)     | 48.                     |
| 146                     | Krists Neilands (LAT)    | 21.                     |
| 147                     | Rick Zabel (GER)         | 71.                     |

| Jumbo-Visma TJV | Jumbo-Visma TJV             | Jumbo-Visma TJV |
| --------------- | --------------------------- | --------------- |
| Nr              | Kolarz                      | Miejsce         |
| 151             | Wout van Aert (BEL) (szosa) | 8.              |
| 152             | Edoardo Affini (ITA)        | 154.            |
| 153             | Christophe Laporte (FRA)    | 22.             |
| 154             | Primož Roglič (SLO)         | 17.             |
| 155             | Tosh Van der Sande (BEL)    | 99.             |
| 156             | Jos van Emden (NED)         | 158.            |
| 157             | Nathan Van Hooydonck (BEL)  | 58.             |

| Lotto-Soudal LTS | Lotto-Soudal LTS         | Lotto-Soudal LTS |
| ---------------- | ------------------------ | ---------------- |
| Nr               | Kolarz                   | Miejsce          |
| 162              | Filippo Conca (ITA)      | 145.             |
| 163              | Frederik Frison (BEL)    | 90.              |
| 164              | Philippe Gilbert (BEL)   | 144.             |
| 165              | Roger Kluge (GER)        | DNF              |
| 166              | Maxim Van Gils (BEL)     | 34.              |
| 167              | Florian Vermeersch (BEL) | 125.             |

| Movistar Team MOV | Movistar Team MOV         | Movistar Team MOV |
| ----------------- | ------------------------- | ----------------- |
| Nr                | Kolarz                    | Miejsce           |
| 171               | Alex Aranburu (ESP)       | 13.               |
| 172               | William Barta (USA)       | 61.               |
| 173               | Iñigo Elosegui (ESP)      | 100.              |
| 174               | Iván García Cortina (ESP) | 23.               |
| 175               | Abner González (PUR)      | 45.               |
| 176               | Max Kanter (GER)          | 103.              |
| 177               | Gonzalo Serrano (ESP)     | 41.               |

| Quick-Step Alpha Vinyl QST | Quick-Step Alpha Vinyl QST  | Quick-Step Alpha Vinyl QST |
| -------------------------- | --------------------------- | -------------------------- |
| Nr                         | Kolarz                      | Miejsce                    |
| 181                        | Fabio Jakobsen (NED)        | 86.                        |
| 182                        | Andrea Bagioli (ITA)        | 60.                        |
| 183                        | Rémi Cavagna (FRA) (szosa)  | 127.                       |
| 184                        | Mattia Cattaneo (ITA)       | 104.                       |
| 185                        | Mikkel Frølich Honoré (DEN) | 38.                        |
| 186                        | Florian Sénéchal (FRA)      | 14.                        |
| 187                        | Zdeněk Štybar (CZE)         | 68.                        |

| Arkéa-Samsic ARK | Arkéa-Samsic ARK     | Arkéa-Samsic ARK |
| ---------------- | -------------------- | ---------------- |
| Nr               | Kolarz               | Miejsce          |
| 191              | Nacer Bouhanni (FRA) | 27.              |
| 192              | Maxime Bouet (FRA)   | 64.              |
| 193              | Romain Hardy (FRA)   | 151.             |
| 194              | Kévin Ledanois (FRA) | 121.             |
| 195              | Laurent Pichon (FRA) | 76.              |
| 196              | Clément Russo (FRA)  | 75.              |
| 197              | Connor Swift (GBR)   | 77.              |

| BikeExchange-Jayco BEX | BikeExchange-Jayco BEX    | BikeExchange-Jayco BEX |
| ---------------------- | ------------------------- | ---------------------- |
| Nr                     | Kolarz                    | Miejsce                |
| 201                    | Michael Matthews (AUS)    | 4.                     |
| 202                    | Lawson Craddock (USA)     | 124.                   |
| 203                    | Luke Durbridge (AUS)      | 55.                    |
| 204                    | Alexander Edmondson (AUS) | 123.                   |
| 205                    | Alexander Konychev (ITA)  | 114.                   |
| 206                    | Cameron Meyer (AUS)       | 148.                   |
| 207                    | Luka Mezgec (SLO)         | 33.                    |

| Team DSM DSM | Team DSM DSM               | Team DSM DSM |
| ------------ | -------------------------- | ------------ |
| Nr           | Kolarz                     | Miejsce      |
| 211          | Chris Hamilton (AUS)       | 62.          |
| 212          | Romain Combaud (FRA)       | 122.         |
| 213          | Søren Kragh Andersen (DEN) | 7.           |
| 214          | Andreas Leknessund (NOR)   | 53.          |
| 215          | Joris Nieuwenhuis (NED)    | 63.          |
| 216          | Martijn Tusveld (NED)      | 130.         |
| 217          | Kevin Vermaerke (USA)      | 159.         |

| TotalEnergies TEN | TotalEnergies TEN          | TotalEnergies TEN |
| ----------------- | -------------------------- | ----------------- |
| Nr                | Kolarz                     | Miejsce           |
| 221               | Peter Sagan (SVK) (szosa)  | 92.               |
| 222               | Edvald Boasson Hagen (NOR) | 81.               |
| 223               | Maciej Bodnar (POL)        | 146.              |
| 224               | Niccolò Bonifazio (ITA)    | 49.               |
| 225               | Daniel Oss (ITA)           | 42.               |
| 226               | Julien Simon (FRA)         | 138.              |
| 227               | Anthony Turgis (FRA)       | 2.                |

| UAE Team Emirates UAD | UAE Team Emirates UAD | UAE Team Emirates UAD |
| --------------------- | --------------------- | --------------------- |
| Nr                    | Kolarz                | Miejsce               |
| 231                   | Tadej Pogačar (SLO)   | 5.                    |
| 232                   | Alessandro Covi (ITA) | 72.                   |
| 233                   | Davide Formolo (ITA)  | DNF                   |
| 234                   | Ryan Gibbons (RSA)    | 89.                   |
| 235                   | Jan Polanc (SLO)      | 57.                   |
| 236                   | Oliviero Troia (ITA)  | 118.                  |
| 237                   | Diego Ulissi (ITA)    | 24.                   |

| Trek-Segafredo TFS | Trek-Segafredo TFS         | Trek-Segafredo TFS |
| ------------------ | -------------------------- | ------------------ |
| Nr                 | Kolarz                     | Miejsce            |
| 1                  | Mads Pedersen (DEN)        | 6.                 |
| 2                  | Gianluca Brambilla (ITA)   | 21.                |
| 3                  | Tony Gallopin (FRA)        | 139.               |
| 4                  | Alex Kirsch (LUX)          | 40.                |
| 5                  | Jacopo Mosca (ITA)         | 155.               |
| 6                  | Simon Pellaud (SUI)        | 133.               |
| 7                  | Toms Skujiņš (LAT) (szosa) | 88.                |

| AG2R Citroën Team ACT | AG2R Citroën Team ACT   | AG2R Citroën Team ACT |
| --------------------- | ----------------------- | --------------------- |
| Nr                    | Kolarz                  | Miejsce               |
| 11                    | Greg Van Avermaet (BEL) | 35.                   |
| 12                    | Benoît Cosnefroy (FRA)  | 78.                   |
| 13                    | Bob Jungels (LUX)       | 52.                   |
| 14                    | Mikaël Cherel (FRA)     | 119.                  |
| 15                    | Gijs Van Hoecke (BEL)   | 134.                  |
| 16                    | Andrea Vendrame (ITA)   | 30.                   |
| 17                    | Larry Warbasse (USA)    | 79.                   |

| Alpecin-Fenix AFC | Alpecin-Fenix AFC          | Alpecin-Fenix AFC |
| ----------------- | -------------------------- | ----------------- |
| Nr                | Kolarz                     | Miejsce           |
| 21                | Mathieu van der Poel (NED) | 3.                |
| 22                | Silvan Dillier (SUI)       | 102.              |
| 23                | Michael Gogl (AUT)         | 112.              |
| 24                | Stefano Oldani (ITA)       | 43.               |
| 25                | Jasper Philipsen (BEL)     | 66.               |
| 26                | Kristian Sbaragli (ITA)    | 39.               |
| 27                | Robert Stannard (AUS)      | DNS               |

| Astana Qazaqstan Team AST | Astana Qazaqstan Team AST | Astana Qazaqstan Team AST |
| ------------------------- | ------------------------- | ------------------------- |
| Nr                        | Kolarz                    | Miejsce                   |
| 31                        | Gianni Moscon (ITA)       | 101.                      |
| 32                        | Manuele Boaro (ITA)       | 73.                       |
| 33                        | Fabio Felline (ITA)       | 47.                       |
| 34                        | Leonardo Basso (ITA)      | 126.                      |
| 35                        | Jewgienij Gidicz (KAZ)    | 94.                       |
| 36                        | Davide Martinelli (ITA)   | 137.                      |
| 37                        | Artiom Zacharow (KAZ)     | 117.                      |

| Bahrain Victorious TBV | Bahrain Victorious TBV      | Bahrain Victorious TBV |
| ---------------------- | --------------------------- | ---------------------- |
| Nr                     | Kolarz                      | Miejsce                |
| 41                     | Phil Bauhaus (GER)          | 136.                   |
| 42                     | Damiano Caruso (ITA)        | 15.                    |
| 43                     | Jonathan Milan (ITA)        | 115.                   |
| 44                     | Matej Mohorič (SLO) (szosa) | 1.                     |
| 45                     | Jasha Sütterlin (GER)       | 70.                    |
| 46                     | Jan Tratnik (SLO)           | 9.                     |
| 47                     | Yukiya Arashiro (JPN)       | 111.                   |

| Bardiani CSF Faizanè BCF | Bardiani CSF Faizanè BCF | Bardiani CSF Faizanè BCF |
| ------------------------ | ------------------------ | ------------------------ |
| Nr                       | Kolarz                   | Miejsce                  |
| 51                       | Sacha Modolo (ITA)       | 106.                     |
| 52                       | Luca Covili (ITA)        | 82.                      |
| 53                       | Filippo Fiorelli (ITA)   | 29.                      |
| 54                       | Davide Gabburo (ITA)     | 96.                      |
| 55                       | Omar El Gouzi (ITA)      | 120.                     |
| 56                       | Alessandro Tonelli (ITA) | 67.                      |
| 57                       | Filippo Zana (ITA)       | 98.                      |

| Bora-Hansgrohe BOH | Bora-Hansgrohe BOH        | Bora-Hansgrohe BOH |
| ------------------ | ------------------------- | ------------------ |
| Nr                 | Kolarz                    | Miejsce            |
| 62                 | Giovanni Aleotti (ITA)    | 105.               |
| 63                 | Cesare Benedetti (POL)    | 54.                |
| 64                 | Marco Haller (AUT)        | 50.                |
| 65                 | Ryan Mullen (IRL) (szosa) | 143.               |
| 66                 | Ide Schelling (NED)       | DNF                |
| 67                 | Danny van Poppel (NED)    | 141.               |

| Cofidis COF | Cofidis COF               | Cofidis COF |
| ----------- | ------------------------- | ----------- |
| Nr          | Kolarz                    | Miejsce     |
| 71          | Bryan Coquard (FRA)       | 37.         |
| 72          | Davide Cimolai (ITA)      | 157.        |
| 73          | Simone Consonni (ITA)     | 28.         |
| 74          | Simon Geschke (GER)       | 32.         |
| 75          | Pierre-Luc Périchon (FRA) | 109.        |
| 76          | Szymon Sajnok (POL)       | 129.        |
| 77          | Davide Villella (ITA)     | 110.        |

| Drone Hopper-Androni Giocattoli DRA | Drone Hopper-Androni Giocattoli DRA | Drone Hopper-Androni Giocattoli DRA |
| ----------------------------------- | ----------------------------------- | ----------------------------------- |
| Nr                                  | Kolarz                              | Miejsce                             |
| 81                                  | Didier Merchán (COL)                | DNF                                 |
| 82                                  | Eduard-Michael Grosu (ROU)          | 156.                                |
| 83                                  | Umberto Marengo (ITA)               | 153.                                |
| 84                                  | Jhonatan Restrepo (COL)             | 59.                                 |
| 85                                  | Filippo Tagliani (ITA)              | 152.                                |
| 86                                  | Edoardo Zardini (ITA)               | 113.                                |
| 87                                  | Ricardo Zurita (ESP)                | 142.                                |

| EF Education-EasyPost EFE | EF Education-EasyPost EFE | EF Education-EasyPost EFE |
| ------------------------- | ------------------------- | ------------------------- |
| Nr                        | Kolarz                    | Miejsce                   |
| 91                        | Alberto Bettiol (ITA)     | 131.                      |
| 92                        | Owain Doull (GBR)         | 36.                       |
| 93                        | Michael Valgren (DEN)     | 25.                       |
| 94                        | Jonas Rutsch (GER)        | 87.                       |
| 95                        | Thomas Scully (NZL)       | 132.                      |
| 96                        | James Shaw (GBR)          | 135.                      |
| 97                        | Julius van den Berg (NED) | 147.                      |

| Eolo-Kometa EOK | Eolo-Kometa EOK         | Eolo-Kometa EOK |
| --------------- | ----------------------- | --------------- |
| Nr              | Kolarz                  | Miejsce         |
| 101             | Vincenzo Albanese (ITA) | 11.             |
| 102             | Davide Bais (ITA)       | 97.             |
| 103             | Francesco Gavazzi (ITA) | 44.             |
| 104             | Mirco Maestri (ITA)     | 84.             |
| 105             | Samuele Rivi (ITA)      | 74.             |
| 106             | Diego Rosa (ITA)        | 46.             |
| 107             | Diego Sevilla (ESP)     | 65.             |

| Groupama-FDJ GFC | Groupama-FDJ GFC                  | Groupama-FDJ GFC |
| ---------------- | --------------------------------- | ---------------- |
| Nr               | Kolarz                            | Miejsce          |
| 111              | Arnaud Démare (FRA)               | 10.              |
| 112              | Kevin Geniets (LUX) (szosa)       | 107.             |
| 113              | Quentin Pacher (FRA)              | 20.              |
| 114              | Ignatas Konovalovas (LTU) (szosa) | DNF              |
| 115              | Anthony Roux (FRA)                | 128.             |
| 116              | Miles Scotson (AUS)               | 149.             |
| 117              | Clément Davy (FRA)                | 150.             |

| Ineos Grenadiers IGD | Ineos Grenadiers IGD     | Ineos Grenadiers IGD |
| -------------------- | ------------------------ | -------------------- |
| Nr                   | Kolarz                   | Miejsce              |
| 121                  | Michał Kwiatkowski (POL) | 16.                  |
| 122                  | Filippo Ganna (ITA)      | 51.                  |
| 123                  | Ethan Hayter (GBR)       | 56.                  |
| 124                  | Thomas Pidcock (GBR)     | DNF                  |
| 125                  | Luke Rowe (GBR)          | 85.                  |
| 126                  | Ben Swift (GBR) (szosa)  | 108.                 |
| 127                  | Elia Viviani (ITA)       | 116.                 |

| Intermarché-Wanty-Gobert Matériaux IWG | Intermarché-Wanty-Gobert Matériaux IWG | Intermarché-Wanty-Gobert Matériaux IWG |
| -------------------------------------- | -------------------------------------- | -------------------------------------- |
| Nr                                     | Kolarz                                 | Miejsce                                |
| 131                                    | Alexander Kristoff (NOR)               | 26.                                    |
| 132                                    | Biniam Girmay (ERI)                    | 12.                                    |
| 133                                    | Andrea Pasqualon (ITA)                 | 91.                                    |
| 134                                    | Lorenzo Rota (ITA)                     | 19.                                    |
| 135                                    | Rein Taaramäe (EST)                    | 140.                                   |
| 136                                    | Loïc Vliegen (BEL)                     | 93.                                    |
| 137                                    | Simone Petilli (ITA)                   | 69.                                    |

| Israel-Premier Tech IPT | Israel-Premier Tech IPT  | Israel-Premier Tech IPT |
| ----------------------- | ------------------------ | ----------------------- |
| Nr                      | Kolarz                   | Miejsce                 |
| 141                     | Giacomo Nizzolo (ITA)    | 18.                     |
| 142                     | Matthias Brändle (AUT)   | 83.                     |
| 143                     | Alexander Cataford (CAN) | 95.                     |
| 144                     | Alex Dowsett (GBR)       | 80.                     |
| 145                     | Omer Goldstein (ISR)     | 48.                     |
| 146                     | Krists Neilands (LAT)    | 21.                     |
| 147                     | Rick Zabel (GER)         | 71.                     |

| Jumbo-Visma TJV | Jumbo-Visma TJV             | Jumbo-Visma TJV |
| --------------- | --------------------------- | --------------- |
| Nr              | Kolarz                      | Miejsce         |
| 151             | Wout van Aert (BEL) (szosa) | 8.              |
| 152             | Edoardo Affini (ITA)        | 154.            |
| 153             | Christophe Laporte (FRA)    | 22.             |
| 154             | Primož Roglič (SLO)         | 17.             |
| 155             | Tosh Van der Sande (BEL)    | 99.             |
| 156             | Jos van Emden (NED)         | 158.            |
| 157             | Nathan Van Hooydonck (BEL)  | 58.             |

| Lotto-Soudal LTS | Lotto-Soudal LTS         | Lotto-Soudal LTS |
| ---------------- | ------------------------ | ---------------- |
| Nr               | Kolarz                   | Miejsce          |
| 162              | Filippo Conca (ITA)      | 145.             |
| 163              | Frederik Frison (BEL)    | 90.              |
| 164              | Philippe Gilbert (BEL)   | 144.             |
| 165              | Roger Kluge (GER)        | DNF              |
| 166              | Maxim Van Gils (BEL)     | 34.              |
| 167              | Florian Vermeersch (BEL) | 125.             |

| Movistar Team MOV | Movistar Team MOV         | Movistar Team MOV |
| ----------------- | ------------------------- | ----------------- |
| Nr                | Kolarz                    | Miejsce           |
| 171               | Alex Aranburu (ESP)       | 13.               |
| 172               | William Barta (USA)       | 61.               |
| 173               | Iñigo Elosegui (ESP)      | 100.              |
| 174               | Iván García Cortina (ESP) | 23.               |
| 175               | Abner González (PUR)      | 45.               |
| 176               | Max Kanter (GER)          | 103.              |
| 177               | Gonzalo Serrano (ESP)     | 41.               |

| Quick-Step Alpha Vinyl QST | Quick-Step Alpha Vinyl QST  | Quick-Step Alpha Vinyl QST |
| -------------------------- | --------------------------- | -------------------------- |
| Nr                         | Kolarz                      | Miejsce                    |
| 181                        | Fabio Jakobsen (NED)        | 86.                        |
| 182                        | Andrea Bagioli (ITA)        | 60.                        |
| 183                        | Rémi Cavagna (FRA) (szosa)  | 127.                       |
| 184                        | Mattia Cattaneo (ITA)       | 104.                       |
| 185                        | Mikkel Frølich Honoré (DEN) | 38.                        |
| 186                        | Florian Sénéchal (FRA)      | 14.                        |
| 187                        | Zdeněk Štybar (CZE)         | 68.                        |

| Arkéa-Samsic ARK | Arkéa-Samsic ARK     | Arkéa-Samsic ARK |
| ---------------- | -------------------- | ---------------- |
| Nr               | Kolarz               | Miejsce          |
| 191              | Nacer Bouhanni (FRA) | 27.              |
| 192              | Maxime Bouet (FRA)   | 64.              |
| 193              | Romain Hardy (FRA)   | 151.             |
| 194              | Kévin Ledanois (FRA) | 121.             |
| 195              | Laurent Pichon (FRA) | 76.              |
| 196              | Clément Russo (FRA)  | 75.              |
| 197              | Connor Swift (GBR)   | 77.              |

| BikeExchange-Jayco BEX | BikeExchange-Jayco BEX    | BikeExchange-Jayco BEX |
| ---------------------- | ------------------------- | ---------------------- |
| Nr                     | Kolarz                    | Miejsce                |
| 201                    | Michael Matthews (AUS)    | 4.                     |
| 202                    | Lawson Craddock (USA)     | 124.                   |
| 203                    | Luke Durbridge (AUS)      | 55.                    |
| 204                    | Alexander Edmondson (AUS) | 123.                   |
| 205                    | Alexander Konychev (ITA)  | 114.                   |
| 206                    | Cameron Meyer (AUS)       | 148.                   |
| 207                    | Luka Mezgec (SLO)         | 33.                    |

| Team DSM DSM | Team DSM DSM               | Team DSM DSM |
| ------------ | -------------------------- | ------------ |
| Nr           | Kolarz                     | Miejsce      |
| 211          | Chris Hamilton (AUS)       | 62.          |
| 212          | Romain Combaud (FRA)       | 122.         |
| 213          | Søren Kragh Andersen (DEN) | 7.           |
| 214          | Andreas Leknessund (NOR)   | 53.          |
| 215          | Joris Nieuwenhuis (NED)    | 63.          |
| 216          | Martijn Tusveld (NED)      | 130.         |
| 217          | Kevin Vermaerke (USA)      | 159.         |

| TotalEnergies TEN | TotalEnergies TEN          | TotalEnergies TEN |
| ----------------- | -------------------------- | ----------------- |
| Nr                | Kolarz                     | Miejsce           |
| 221               | Peter Sagan (SVK) (szosa)  | 92.               |
| 222               | Edvald Boasson Hagen (NOR) | 81.               |
| 223               | Maciej Bodnar (POL)        | 146.              |
| 224               | Niccolò Bonifazio (ITA)    | 49.               |
| 225               | Daniel Oss (ITA)           | 42.               |
| 226               | Julien Simon (FRA)         | 138.              |
| 227               | Anthony Turgis (FRA)       | 2.                |

| UAE Team Emirates UAD | UAE Team Emirates UAD | UAE Team Emirates UAD |
| --------------------- | --------------------- | --------------------- |
| Nr                    | Kolarz                | Miejsce               |
| 231                   | Tadej Pogačar (SLO)   | 5.                    |
| 232                   | Alessandro Covi (ITA) | 72.                   |
| 233                   | Davide Formolo (ITA)  | DNF                   |
| 234                   | Ryan Gibbons (RSA)    | 89.                   |
| 235                   | Jan Polanc (SLO)      | 57.                   |
| 236                   | Oliviero Troia (ITA)  | 118.                  |
| 237                   | Diego Ulissi (ITA)    | 24.                   |

Legenda: DNF – nie ukończył etapu, OTL – przekroczył limit czasu, DNS – nie wystartował do etapu, DSQ – zdyskwalifikowany.

## Klasyfikacja generalna
| \| Klasyfikacja generalna \| Klasyfikacja generalna \| Klasyfikacja generalna \| Klasyfikacja generalna \| Klasyfikacja generalna \| \| Kolarz \| Kolarz \| Państwo \| Drużyna \| Czas \| \| ---------------------- \| ---------------------- \| ---------------------- \| ---------------------------------- \| ---------------------- \| \| 1. \| Matej Mohorič \| Słowenia \| Bahrain Victorious \| 6h 27' 49" \| \| 2. \| Anthony Turgis \| Francja \| TotalEnergies \| + 2" \| \| 3. \| Mathieu van der Poel \| Holandia \| Alpecin-Fenix \| + 2" \| \| 4. \| Michael Matthews \| Australia \| BikeExchange-Jayco \| + 2" \| \| 5. \| Tadej Pogačar \| Słowenia \| UAE Team Emirates \| + 2" \| \| 6. \| Mads Pedersen \| Dania \| Trek-Segafredo \| + 2" \| \| 7. \| Søren Kragh Andersen \| Dania \| Team DSM \| + 2" \| \| 8. \| Wout van Aert \| Belgia \| Jumbo-Visma \| + 2" \| \| 9. \| Jan Tratnik \| Słowenia \| Bahrain Victorious \| + 5" \| \| 10. \| Arnaud Démare \| Francja \| Groupama-FDJ \| + 11" \| \| 11. \| Vincenzo Albanese \| Włochy \| Eolo-Kometa \| + 11" \| \| 12. \| Biniam Girmay \| Erytrea \| Intermarché-Wanty-Gobert Matériaux \| + 11" \| \| 13. \| Alex Aranburu \| Hiszpania \| Movistar Team \| + 11" \| \| 14. \| Florian Sénéchal \| Francja \| Quick-Step Alpha Vinyl \| + 11" \| \| 15. \| Damiano Caruso \| Włochy \| Bahrain Victorious \| + 11" \| \| 16. \| Michał Kwiatkowski \| Polska \| Ineos Grenadiers \| + 11" \| \| 17. \| Primož Roglič \| Słowenia \| Jumbo-Visma \| + 11" \| \| 18. \| Giacomo Nizzolo \| Włochy \| Israel-Premier Tech \| + 21" \| \| 19. \| Lorenzo Rota \| Włochy \| Intermarché-Wanty-Gobert Matériaux \| + 21" \| \| 20. \| Quentin Pacher \| Francja \| Groupama-FDJ \| + 21" \| |                      |           |                                    |            |
| |                      |           |                                    |            |
| Źródło: ProCyclingStats |                      |           |                                    |            |
| Klasyfikacja generalna |                      |           |                                    |            |
| Kolarz | Kolarz               | Państwo   | Drużyna                            | Czas       |
| 1. | Matej Mohorič        | Słowenia  | Bahrain Victorious                 | 6h 27' 49" |
| 2. | Anthony Turgis       | Francja   | TotalEnergies                      | + 2"       |
| 3. | Mathieu van der Poel | Holandia  | Alpecin-Fenix                      | + 2"       |
| 4. | Michael Matthews     | Australia | BikeExchange-Jayco                 | + 2"       |
| 5. | Tadej Pogačar        | Słowenia  | UAE Team Emirates                  | + 2"       |
| 6. | Mads Pedersen        | Dania     | Trek-Segafredo                     | + 2"       |
| 7. | Søren Kragh Andersen | Dania     | Team DSM                           | + 2"       |
| 8. | Wout van Aert        | Belgia    | Jumbo-Visma                        | + 2"       |
| 9. | Jan Tratnik          | Słowenia  | Bahrain Victorious                 | + 5"       |
| 10. | Arnaud Démare        | Francja   | Groupama-FDJ                       | + 11"      |
| 11. | Vincenzo Albanese    | Włochy    | Eolo-Kometa                        | + 11"      |
| 12. | Biniam Girmay        | Erytrea   | Intermarché-Wanty-Gobert Matériaux | + 11"      |
| 13. | Alex Aranburu        | Hiszpania | Movistar Team                      | + 11"      |
| 14. | Florian Sénéchal     | Francja   | Quick-Step Alpha Vinyl             | + 11"      |
| 15. | Damiano Caruso       | Włochy    | Bahrain Victorious                 | + 11"      |
| 16. | Michał Kwiatkowski   | Polska    | Ineos Grenadiers                   | + 11"      |
| 17. | Primož Roglič        | Słowenia  | Jumbo-Visma                        | + 11"      |
| 18. | Giacomo Nizzolo      | Włochy    | Israel-Premier Tech                | + 21"      |
| 19. | Lorenzo Rota         | Włochy    | Intermarché-Wanty-Gobert Matériaux | + 21"      |
| 20. | Quentin Pacher       | Francja   | Groupama-FDJ                       | + 21"      |